# Acanthoclita acrocroca
Acanthoclita acrocroca är en fjärilsart som beskrevs av Diakonoff 1982. Acanthoclita acrocroca ingår i släktet Acanthoclita och familjen vecklare. Inga underarter finns listade i Catalogue of Life.